# Antonio de Benavides y de la Cueva
Antonio de Benavides y de la Cueva (Madrid, 11 de setembre de 1714 - ídem, 8 d'abril de 1782) fou un noble i militar espanyol, II duc de Santisteban del Puerto i X comte de El Castellar. Fou tinent general dels exèrcits espanyols.

## Biografia
Fill de Manuel de Benavides y Aragón i d'Ana Catalina de la Cueva, va néixer a Madrid, batejat a la parròquia de San Pedro l'endemà del seu naixement.
El 28 de juliol de 1744, el rei Felip V li atorgà la comanadoria de Bolaños de l'Orde de Calatrava. Durant molts anys va ser gentilhome de cambra a la cort, i durant aquest període va passar a Itàlia, on va tenir al seu càrrec diverses comissions. A Espanya, va ser cavallerís major de la infanta Maria Teresa, capità de la companyia d'alabarders i tinent general dels exèrcits reials. El 1765 fou nomenat encarregat de conduir fins a Gènova a la duquessa de Toscana. Després serví al príncep d'Astúries, el rei Carles III agraït va atorgar-li els collars de l'Orde del Toisó d'Or, de Sant Gener i la gran creu de Carles III.
Morí el 1872. Fou enterrat a la parròquia de San Pedro.

## Família
Es casà en primeres núpcies amb Ana Catalina de Toledo el 8 de maig de 1735, matrimoni que no tingué descendència. El 1742 mor Ana i torna a casar-se amb María de la Portería Pacheco Téllez-Girón, el 28 d'octubre de 1744. El matrimoni tingué sis fills:
- Joaquina María (1746-1805)
- María de la Portería (1748-?)
- Ana María (1754-1765)
- Joaquin María (1751-1752)
- Joaquina María (1752-1765)
- María de la Soledad (?-1749)

El 1754 morí María i Benavides encara casà en terceres núpcies amb Ana María de la O Fernández de Córdoba, amb qui tingué dos fills:
- Francisca de Paula (1763-1827)
- Josefa Joaquina (1773-?)

## Títols
Antonio de Benavides va ostentar diversos títols al llarg de la seva vida, que conserva o bé traspassà a la seva descendència.
De 1716 a 1748:
- VII marquès de Solera

De 1735 a 1782:
- X comte de El Castellar
- VIII marquès de Malagón
- VIII comte de Villalonso

De 1748 a 1782:
- XIV comte de Cocentaina
- XIII comte de Risco
- XI marquès de las Navas
- XIII comte de Medellín
- II duc de Santisteban del Puerto